# Tachibana Ginchiyo
Tachibana Ginchiyo (立花 誾千代?; 23 settembre 1569 – 30 novembre 1602) fu capo del clan Tachibana durante il periodo Sengoku e figlia di Tachibana Dōsetsu, importante servitore del clan Ōtomo.
Poiché Dōsetsu non ebbe figli maschi lasciò la guida del clan alla figlia Ginchiyo.

## Biografia
Ginchiyo ricevette il soprannome di "Dea del Tuono" poiché ereditò la famosa spada del padre denominata Raikiri (雷切, "fendi fulmini"). Guidò il clan in un periodo di difficoltà da quando aveva soli 6 anni. Reclutò donne per diventare la sua guardia d'élite e addestrò tutte le fanciulle del castello con abilità belliche per intimidire i visitatori. Dōsetsu assegnò a Ginchiyo il castello di Yanagawa e adottò Tachibana Muneshige, il quale fu adottato dal clan per continuare la linea di famiglia. Muneshige sposò dunque Ginchiyo.
Dopo la sconfitta degli eserciti occidentali a Sekigahara, Kuroda Kanbei, Katō Kiyomasa e Nabeshima Katsushige marciarono nei domini Ōtomo nel Kyūshū, verso le ultime sacche di resistenza. Puntarono il castello di Yanagawa che era governato da Muneshige. Sembra che la loro strada fosse bloccata da un piccolo forte a sud del castello, a forma di convento, dove Ginchiyo risiedeva come monaca buddista dopo il divorzio da Muneshige.
In un atto di sorprendente lealtà verso l'ex coniuge, Ginchiyo organizzò le suore in una resistenza armata contro l'esercito di Kiyomasa, che procedeva da sud. È interessante notare che due degli assedianti di Yanagawa, Kiyomasa e Katsushige, avevano già esperienza di combattimento contro donne guerriere, il che avrebbe potuto spiegare il rispetto che avevano dato all'atto di sfida di Ginchiyo. Si sa molto poco sulle reali misure difensive adottate da Ginchiyo. La sua resistenza potrebbe essere stata quella simbolica di vestirsi in armatura parandosi di fronte agli assedianti.
Ginchiyo morì di malattia nel 1602, a 34 anni.